# Gevelspreuk
Een gevelspreuk is een tekst, die aan de voorgevel van een gebouw, meestal een woning of boerderij, is aangebracht. 
Meestal is de tekst een zegenspreuk, met het doel, de zegen van God over het huis en zijn bewoners af te smeken.
Gevelspreuken zijn zeker al vanaf de 16e eeuw bekend.
Ze komen in het westen van Nederland minder vaak voor dan in het oosten. In de Hollandse en Vlaamse steden zijn de zegenspreuken vaak onderdeel van een gevelsteen. 
In de provincie Overijssel, o.a. in Deventer, Kampen en in Twente, zijn ze het meest frequent. 
Een veel voorkomende tekst uit de 15e-18e eeuw luidt ( diverse spellingsvariaties mogelijk): ALST GOD BEHAGET TIS BETER - BENIET DAN BEKLAGET, dat is in modern Nederlands: Als het God behaagt, beter benijd dan beklaagd. In Nederduitse variaties komt deze tekst ook in Noord-Duitsland voor.
Ook verzen uit de bijbel, zoals op een huis uit 1579 in het Duitse stadje Osterwieck: Spreuken 14 vers 26, komen wel als geveltekst voor.
In de gevel van een vakwerkhuis zien we de tekst vaak in witte, rode of anders gekleurde letters, die sterk met de rest van de gevel contrasteren. De Duitse benaming voor zo'n geveltekst is Haussegen (huiszegen).
Na 1900 komen in toenemende mate niet-religieuze heilswensen als gevelspreuk voor, zoals bij de Barkenhoff in Worpswede, Duitsland (een gedicht van Rainer Maria Rilke).

## Weblinks
- Standaard-website over gevelstenen